# Marcos Pires
Marcos Pires (Batalha, século XV — 1521) foi um arquiteto e mestre-de-obras português ativo no século XVI. É considerado como um dos mais importantes "mestres de pedraria" da época manuelina.

## Vida e obra
Marcos Pires era filho do mestre de carpintaria Pêro Anes e de Leonor Afonso (irmã do pintor régio Jorge Afonso); duas das suas irmãs viriam a casar com João de Ruão e Cristóvão de Figueiredo. A sua formação terá sido realizada no estaleiro do Mosteiro da Batalha sob a direção de Mateus Fernandes. Realizou e dirigiu obra tanto de construção arquitetónica como de ornamento e a sua atividade foi particularmente marcante na cidade de Coimbra, tendo ficado associado às edificações do Mosteiro de Santa Cruz, que dirigiu de 1517 até à data da sua morte prematura, em 1521 (início da decoração da fachada; corpo central da igreja; Claustro do Silêncio e capelas anexas; monumentos funerários de D. Pedro Gavião e D. João de Noronha na Capela de Jesus) e do Paço das Escolas, hoje pertencente à Universidade de Coimbra, de que foi mestre-de-obras no mesmo período de tempo (responsável pela ampla reforma dos Paços Reais da Alcáçova e pelo início da construção da Capela de S. Miguel). Projetou e iniciou a construção da Igreja Matriz da Ega (concluída por Diogo de Castilho), destacando-se no programa decorativo de sua autoria o portal principal e o arco triunfal do templo.
Desenvolveu uma obra onde pode reconhecer-se a "diversidade de soluções compositivas, decorativas e simbólicas e de referências estilísticas que estavam à disposição dos escultores manuelinos nas primeiras décadas de Quinhentos" (isto é evidente em toda a sua obra, em particular nos monumentos funerários de D. Pedro Gavião e D. João de Noronha). Empreiteiro afamado, chegou a ter ao seu serviço um elevado número de trabalhadores, como aconteceu na edificação do mosteiro crúzio, onde contou com várias dezenas de ajudantes, pedreiros e serviçais.

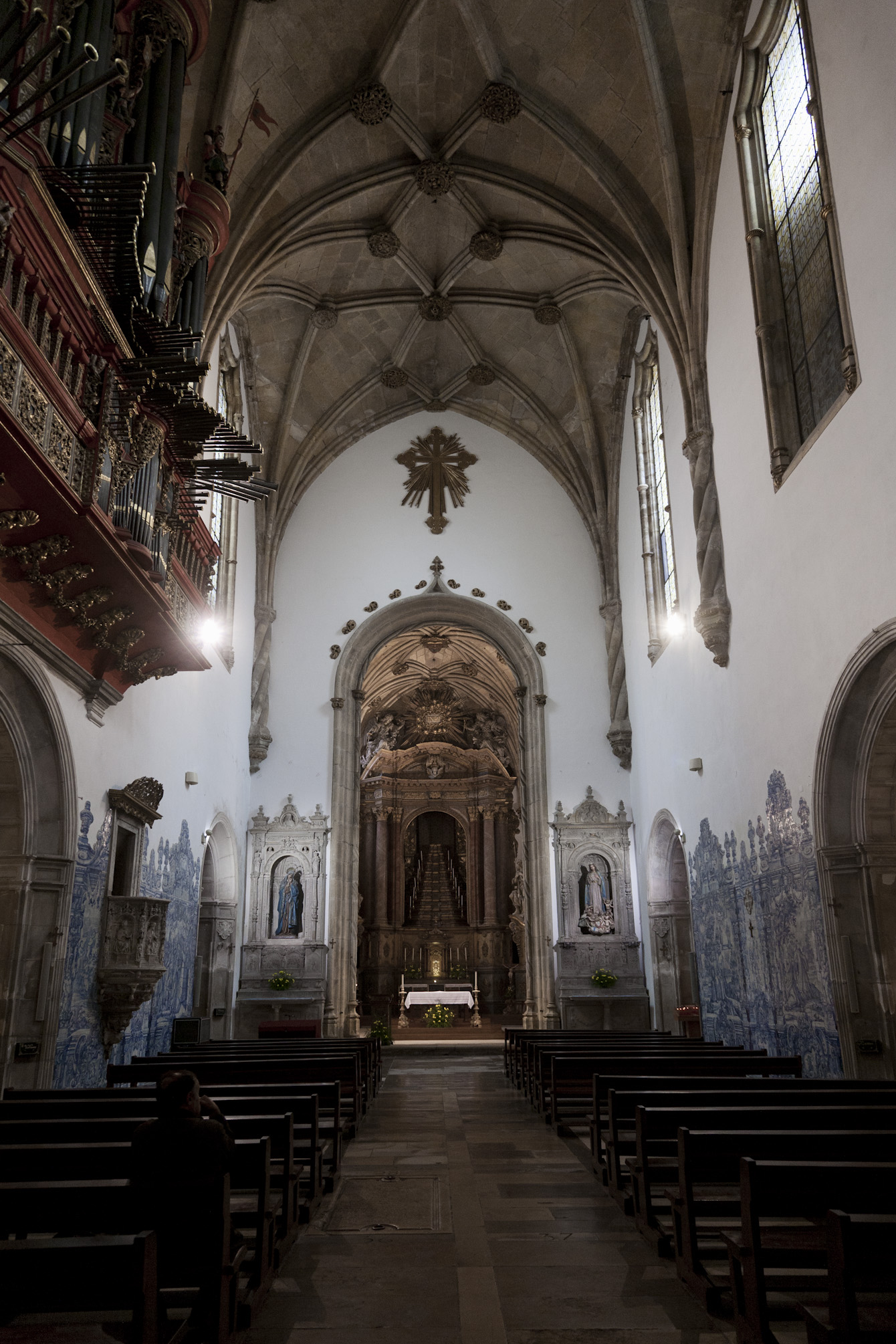
Interior da igreja do Mosteiro de Santa Cruz
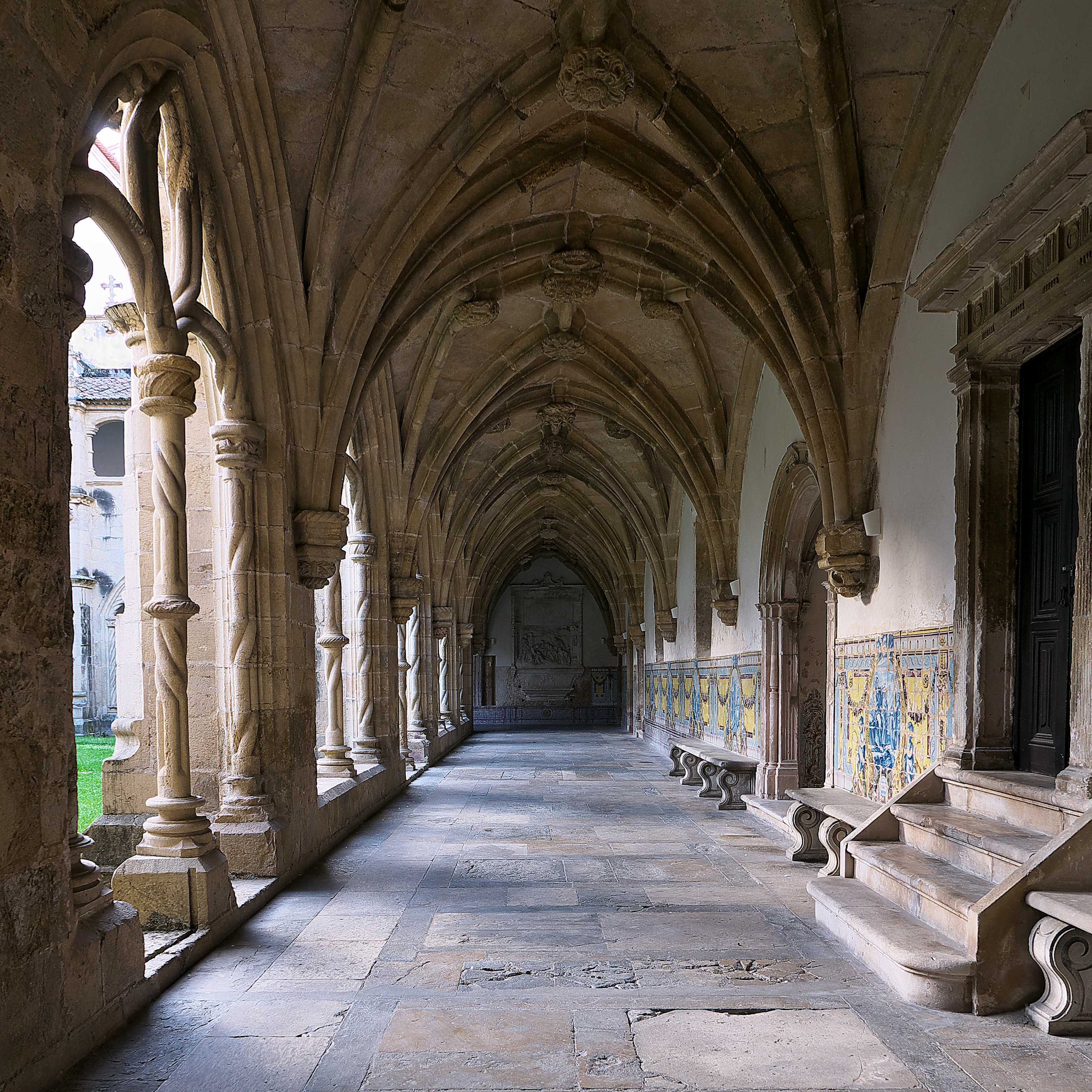
Claustro do Silêncio, Mosteiro de Santa Cruz
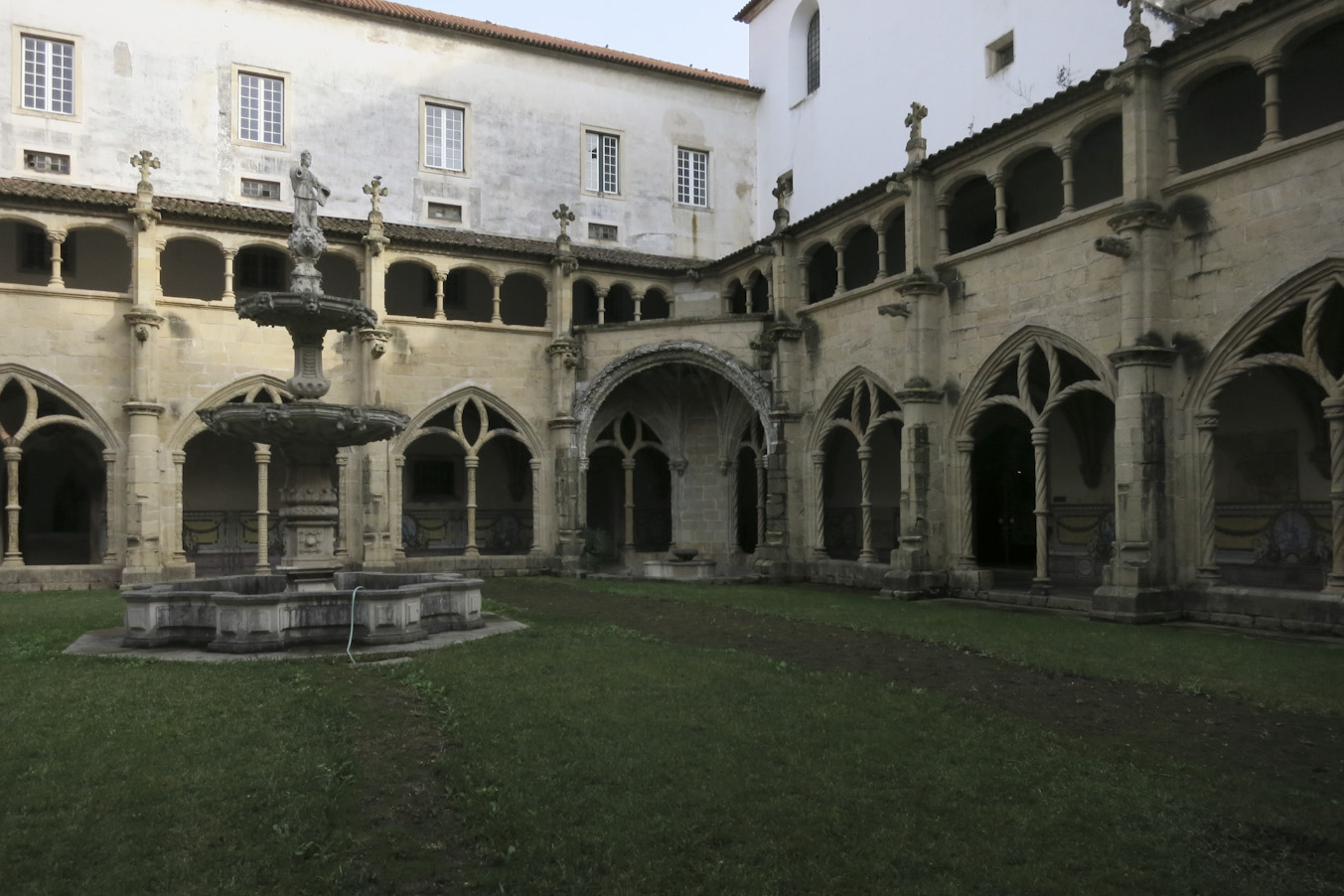
Claustro do Silêncio, Mosteiro de Santa Cruz
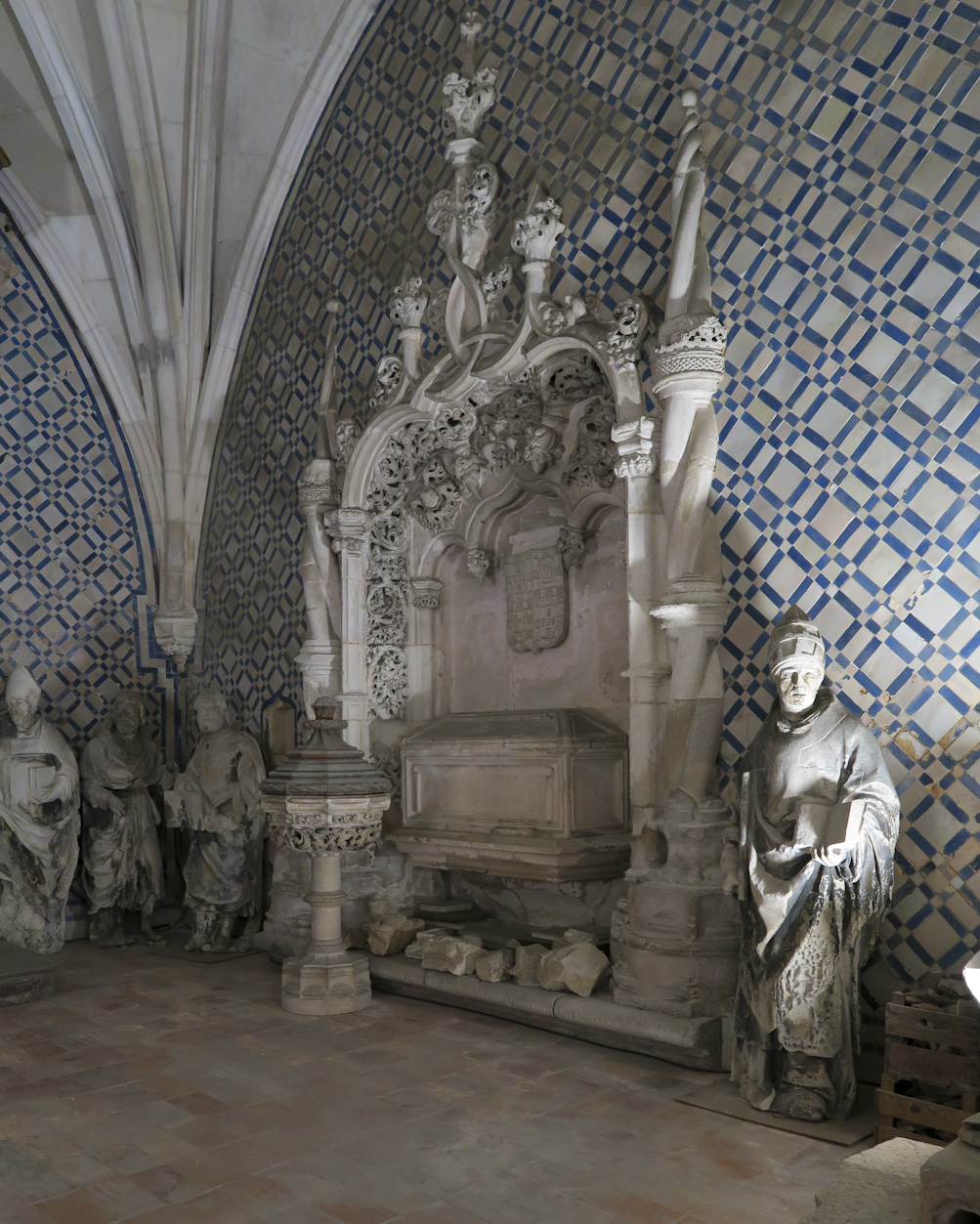
Túmulo de D. João de Noronha, Capela de Jesus, Mosteiro de Santa Cruz
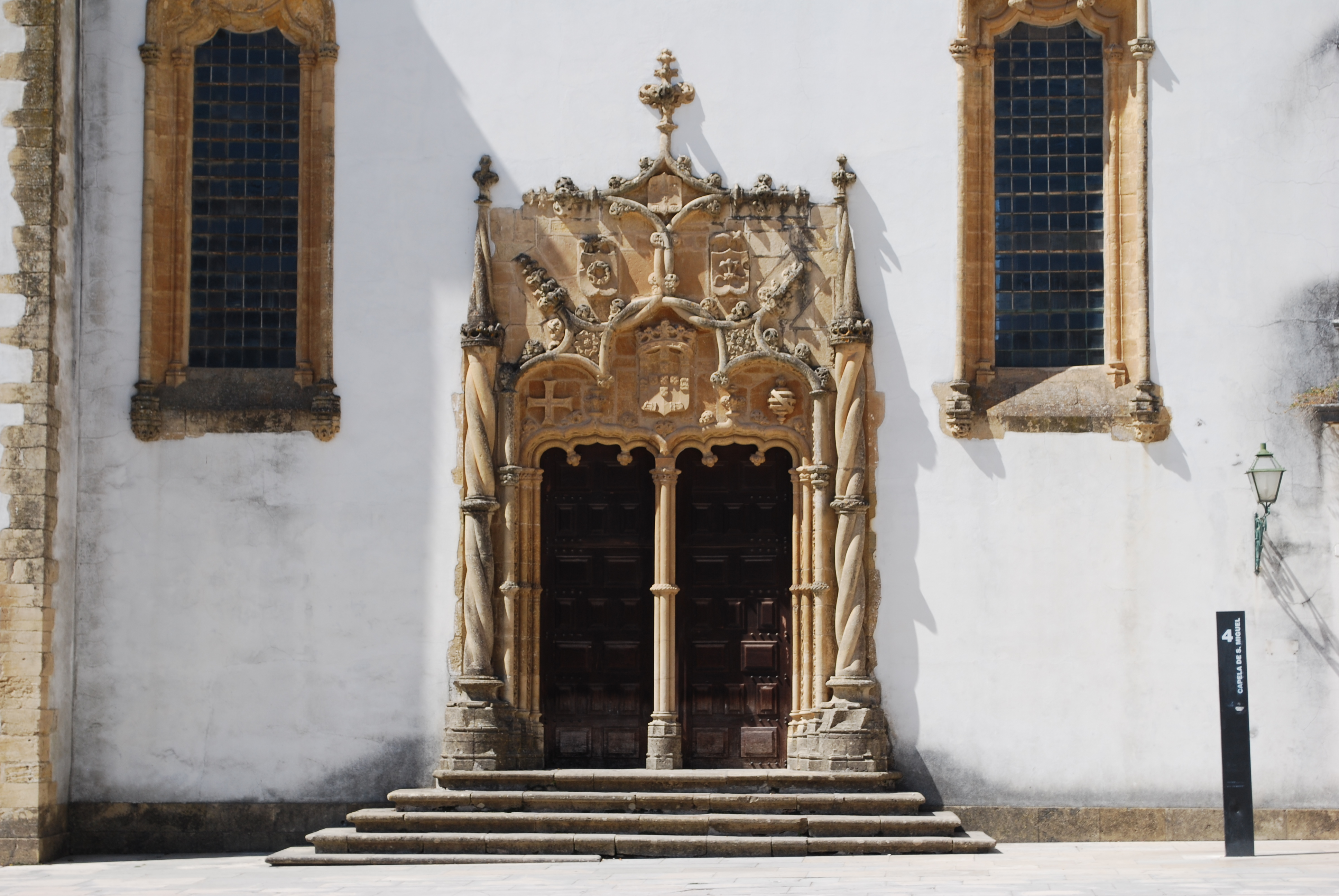
Portal da Capela de S. Miguel